# Satakunnankatu (Tampere)
Satakunnankatu est une rue orientée est-ouest du centre-ville de Tampere en Finlande. 
C'est l'une des rues principales de la ville.

## Présentation

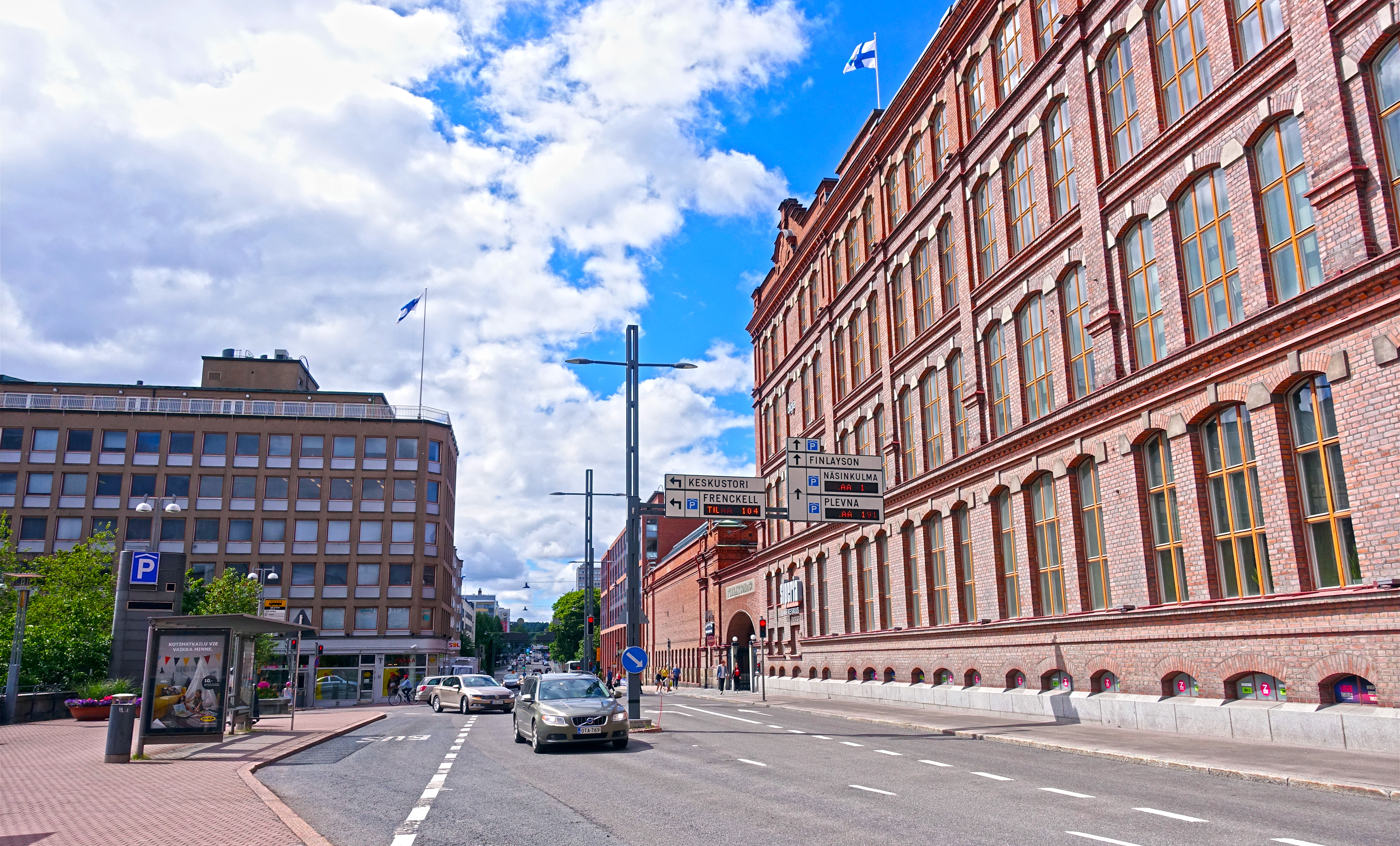
Satakunnankatu

La rue Satakunnankatu commence à proximité de la cathédrale de Tampere sur le côté est de Tammerkoski, où elle sépare les quartiers de Jussinkylä et de Kyttälä.
La rue traverse les rapides par le pont Satakunnansilta et passe du côté ouest entre les quartiers Finlayson et Tammerkoski jusqu'à Hämeenpuisto.
De là, elle traverse Amuri et se termine à Pirkankatu,,.
Satakunnankatu fait partie du site culturel construit d'intérêt national en Finlande de Tammerkoski, et il compte plusieurs bâtiments qui sont précieux pour l'architecture, l'histoire culturelle et le paysage urbain.
La rue est bordée, entre autres, par l'ancien bâtiment de tissage Plevna (1877), qui appartient à la zone de l'usine Finlayson, où le premier éclairage électrique des pays nordiques et de l'empire russe a été introduit en 1882.
D'autres bâtiments d'importance nationale de Satakunnankatu sont la caserne centrale de pompiers conçue par Wivi Lönn (1907) et l'hôtel Tammer (1928) conçu par Bertel Strömmer,,.

## Bâtiments
Parmi les bâtiments bordant la rue Satakunnankatu:
| Adresse | Bâtiment                                 | Image | Architecte            |
| 6       | Lycée classique de Tampere               |       | Johan Jacob Ahrenberg |
| 12      | Immeuble de bureaux et logements         |       | Veikko Kallio         |
| 13      | Ancienne école de commerce               |       | Wivi Lönn             |
| 13      | Hôtel Tammer                             |       | Bertel Strömmer       |
| 13b     | Centrale électrique de la chute centrale |       | Bertel Strömmer       |
| 16      | Caserne centrale des pompiers            |       | Wivi Lönn             |
|         | zone de l'usine Finlayson                |       |                       |
| 22      |                                          |       |                       |
| 49      | Musée de l'habitat ouvrier               |       |                       |